# Мато Неретљак
Мато Неретљак (3. јун 1979) бивши је хрватски фудбалер.

## Каријера
Током каријере играо је за Орашје, Осијек, Хајдук Сплит, Ријека, Задар и многе друге клубове.

## Репрезентација
За репрезентацију Хрватске дебитовао је 2001. године. За национални тим одиграо је 10 утакмица и постигао 1 гол.

## Статистика
| Хрватска | Хрватска | Хрватска |
| Год.     | Ута.     | Гол.     |
| -------- | -------- | -------- |
| 2001     | 1        | 0        |
| 2002     | 0        | 0        |
| 2003     | 1        | 0        |
| 2004     | 5        | 1        |
| 2005     | 1        | 0        |
| 2006     | 2        | 0        |
| Укупно   | 10       | 1        |